# Декица пуштен са ланца
Декица пуштен са ланца (енгл. Dirty Grandpa) амерички је хумористички филм из 2016, у режији Дена Мејзера, по сценарију Џона М. Филипса. Главне улоге глуме Роберт де Ниро, Зак Ефрон, Обри Плаза и Зои Дојч. Говори о адвокату који вози свог деду на Флориду током пролећног распуста.
Снимање је почело 19. јануара 2015. у Атланти, а завршено је 9. маја. Премијерно је приказан 22. јануара 2016. године. Зарадио је 105,2 милиона долара у односу на буџет од 25 милиона долара, али је добио негативне критике, док га је неколико критичара назвало најгорим филмом који су икада видели.

## Радња
Радња филма врти се око напаљеног дедице необичног имена Дик, којег глуми Роберт де Ниро, који жели поновно да излази у провод, након што му је умрла супруга. У томе му против своје воље помаже његов згодни унук и млади адвокат Џејсон, којег игра Зак Ефрон и ког очекује венчање са вереницом, за коју дека сматра да није прави избор за њега. Њих двојица убрзо крећу на незаборавно путовање на Флориди где их чекају разуздани журке и лепе жене.

## Улоге
| Глумац             | Улога             |
| ------------------ | ----------------- |
| Роберт де Ниро     | Ричард „Дик” Кели |
| Зак Ефрон          | Џејсон Кели       |
| Зои Дојч           | Шадија            |
| Обри Плаза         | Ленор             |
| Џулијана Хо        | Мередит Голдстин  |
| Дермот Малрони     | Дејвид Кели       |
| Џејсон Мандзукас   | Пам               |
| Џефри Бојер Чапман | Бредли            |
| Џејк Пикинг        | Коди              |
| Мајкл Хадсон       | Бра               |
| Адам Пали          | Ник               |
| Хенри Зебровски    | Гари Рајтер       |
| Мо Колинс          | Џин Финч          |
| Дени Главер        | „Стинки”          |
| Брендон Мајкл Смит | Тајрон            |
| Еухенија Кузмина   | Кети              |